# Benmore Valley AVA
Benmore Valley AVA (anerkannt seit dem 18. Oktober 1991) ist ein Weinbaugebiet im US-Bundesstaat Kalifornien. Das Gebiet liegt im Südwesten des Verwaltungsgebiet Lake County. Benannt ist das hochgelegene Tal nach Benjamin Moore. Durch die Höhe ergibt sich ein für den Weinbau geeignetes Mikroklima. Innerhalb des Gebiets gibt es kein Weingut und ein Großteil der erzeugten Trauben werden von der Geyser Peak Winery aufgekauft.